# Georg Teuffel

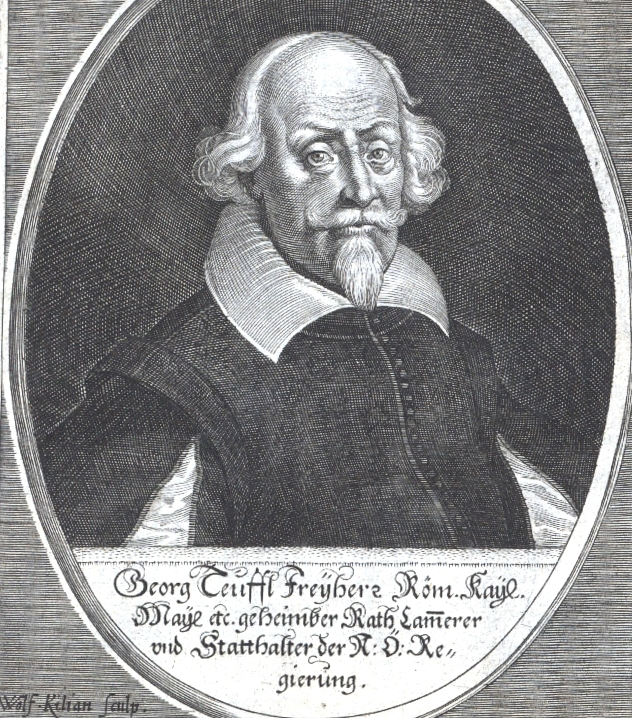
Georg Teuffel

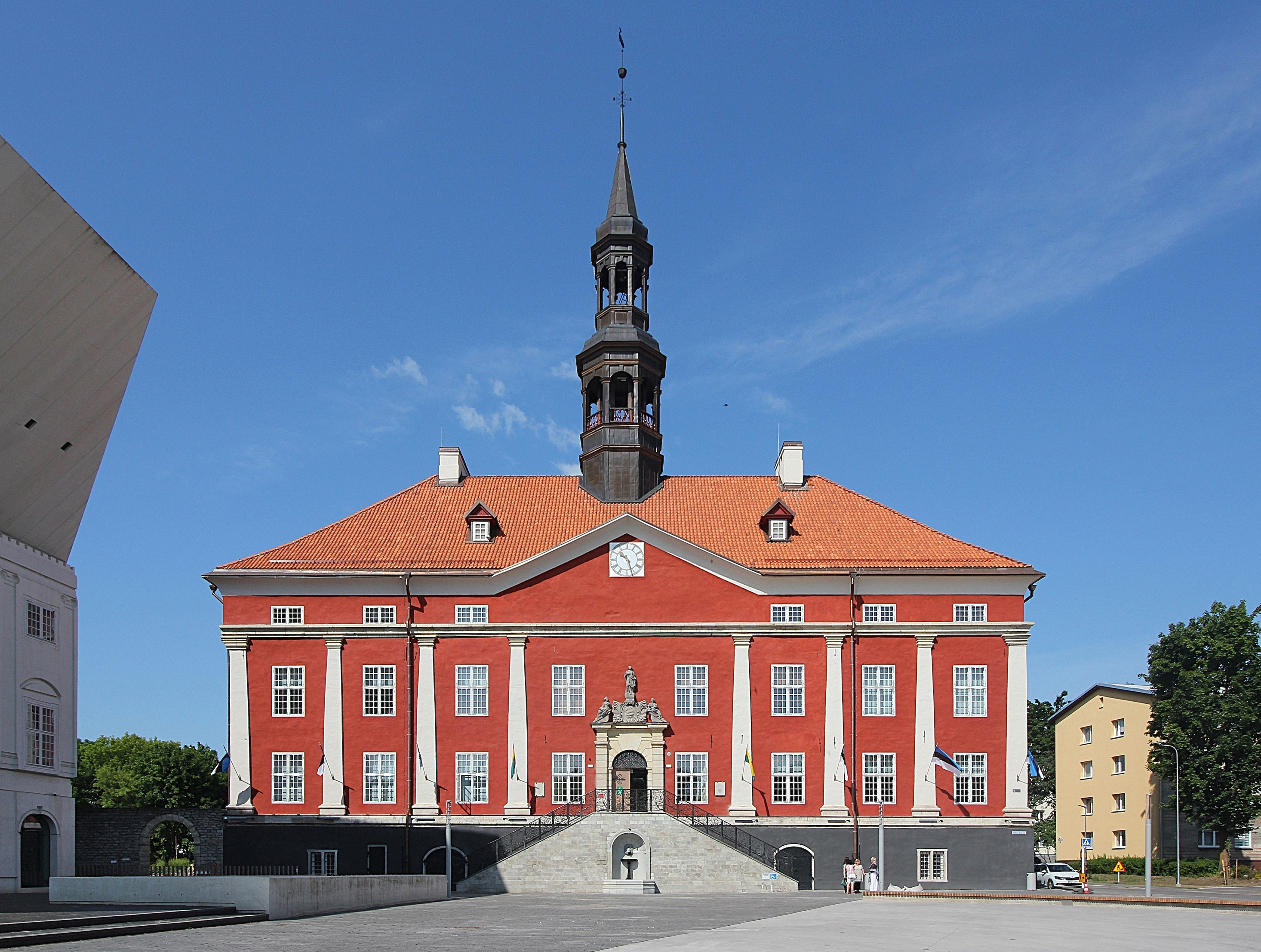
Das Rathaus von Narva, das nach Plänen Georg Teuffels errichtet wurde. Umgestaltungen in den Folgejahren stammen hauptsächlich von dem Stockholmer Architekten Nicodemus Tessin d. Ä. (1615–1681).

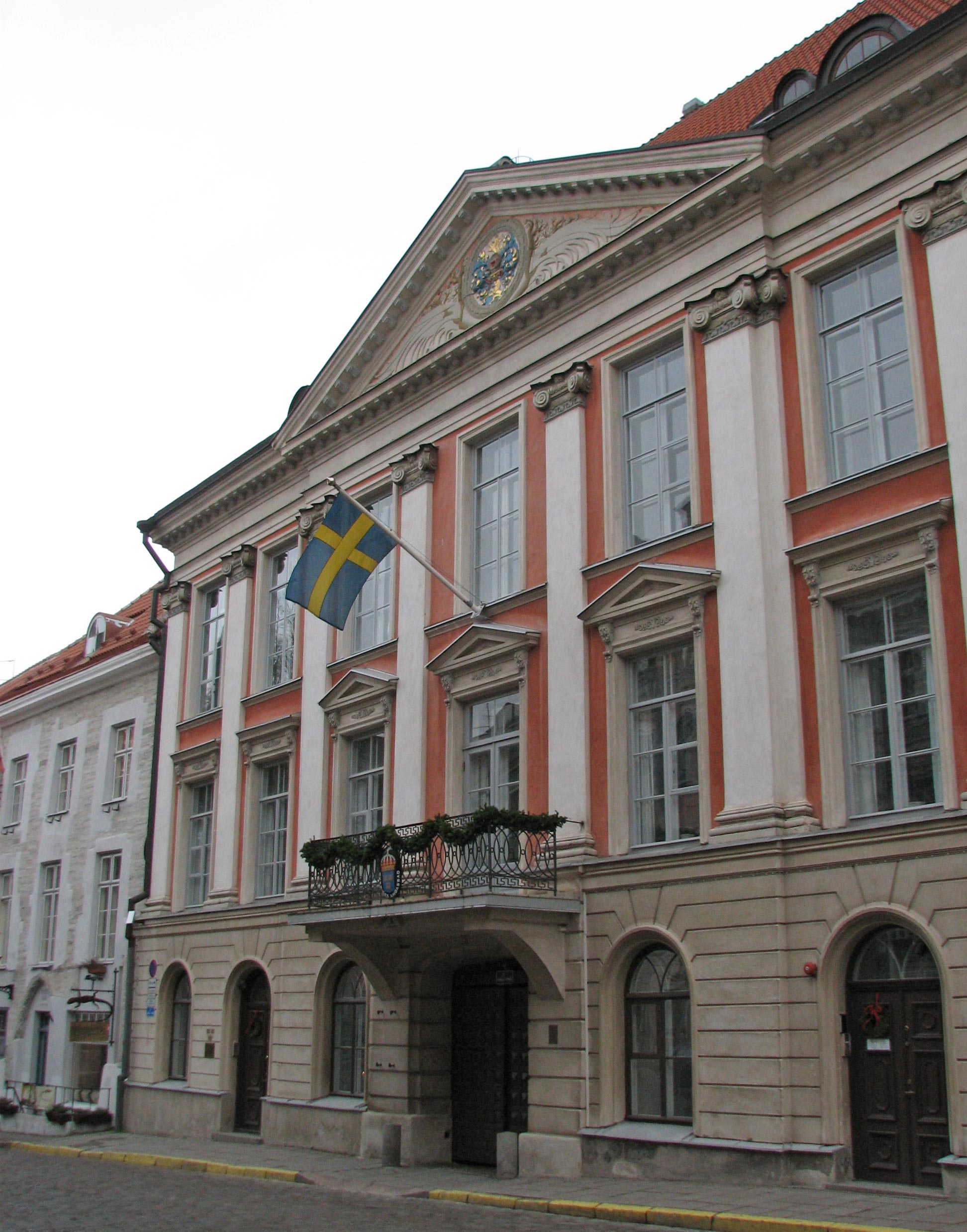
Die heutige schwedische Botschaft in Tallinn

Georg Teuffel, niederdeutsch Jürgen Teuffel (* um 1610 in Nürnberg; † um 1672 in Lübeck) war ein deutscher Baumeister und Bildhauer.

## Leben und Werk
Teuffel war in Nürnberg, Lübeck und Straßburg tätig. Ab 1651 war er Stadtbürger von Lübeck. Von 1663 bis 1672 lebte und arbeitete er im Baltikum. Estland und Livland waren 1629 im Vertrag von Altmark an Schweden gefallen. Vor allem in Tallinn, Narva und Riga hat Teuffel Spuren hinterlassen.
Besonders Narva entwickelte sich unter schwedischer Herrschaft zu einer prosperierende Handels- und Transitstadt. Bekanntestes Bauwerk Teuffels in Narva ist das Neue Rathaus, das zwischen 1668 und 1671 nach seinen Plänen entstand. 1665 hatte Teuffel dem Rat der Stadt ein erstes Modell vorgelegt. Es wurde nach Stockholm geschickt und dort mit einigen Änderungen angenommen. Das Rathaus ist eines der ersten Barock-Bauten Estlands und enthält auch klassizistische Elemente. Es blieb prägend für die sogenannte „niederländische Barockzeit“ in der Architektur des schwedischen Estland. Das Gebäude wurde während des Zweiten Weltkriegs stark beschädigt und in den 1960er Jahren als Pionierheim wieder aufgebaut.
Weitere architektonische Projekte Teuffels in Narva waren das Wohnhaus des Justizbürgermeisters Schwartz (1666, Zuschreibung umstritten, zerstört), der obere Teil des Turms der Stadtkirche mit Turmhelm (1662–1664, zerstört) und eine Ladenzeile neben der Stadtkirche (1664, zerstört). Von Teuffel stammt wahrscheinlich auch ein Wohnhaus für den adligen Deutschbalten Axel von Rosen in der Altstadt von Tallinn (Pikk 28, heute schwedische Botschaft).
Teuffel ging 1665 auf Einladung des dortigen Rats von Narva in die livländische Hauptstadt Riga.
Da der Turm der Rigaer Petrikirche im am 11. März 1666 eingestürzt war, suchte der Rat der Stadt einen tüchtigen „Maurer und Kunstmeister“, der sich auf den Turmbau verstand. In den Ratsprotokollen vom Oktober 1666 wird der Baumeister Jürgen Teuffel erwähnt, der gerade aus Lübeck angekommen sei. Den Nachforschungen des Stadtarchitekten Wilhelm Neumann zufolge sei dieser Jürgen Teuffel vermutlich in Lübeck geboren worden. Als Indiz dafür wird angeführt, dass Teuffel in Lübeck lediglich das Bürgergeld (damals 5 Thaler) zahlen musst, das für in Lübeck geborene Bürger galt. Beim Erwerb des Lübeckischen Bürgerrechts im Jahr 1651, wurde er als „Jürgen Teubell Steinmetzer“ bezeichnet. Am 2. Januar 1651 wurde in Lübeck sein Sohn Gotthard getauft. Es finden sich weitere Notizen, nach denen er und seine Frau Anna (geborene Babbe) noch weitere Söhne hatten. Jürgen Teuffel und Asmus Teuffel. In dem Magister Wolf Teuffel, der am 12. Juli 1671 eine Gedenkschrift für den vollendeten Bau des Rathauses in Narva verfasste, vermutet Neumann jedoch einen Bruder oder nahen Verwandten des Baumeisters.
Wolfgang Teuffel setzte die Tätigkeit Teuffels in Narva fort. Bis zu seinem Tod im Jahre 1700 war er dort als Meister tätig.